# Laguna Mapiripana
La laguna Mapiripana est un lac situé en Colombie, dans le nord-ouest du département de Guainía, à la limite des départements de Guaviare et Vichada.

## Géographie
La laguna Mapiripana est située dans le corregimiento départemental de Mapiripana, à proximité du río Guaviare. Elle s'étend sur 5,5 km2. 